# George Zebrowski
George Zebrowski (ur. 28 grudnia 1945 w Villach, zm. 20 grudnia 2024) – amerykański pisarz science fiction, wydawca i krytyk polskiego pochodzenia. Laureat nagrody Campbella.
Jego rodzice znaleźli się w Austrii na skutek przesiedleń w czasie II wojny światowej. Następnie, przez Włochy i Anglię, trafili do USA i zamieszkali w Nowym Jorku. W 1969 Zebrowski opublikował swoje pierwsze opowiadanie The Water Sculptor of Station 233 w antologii paperbackowej. Od 1970 r. pracował jako pisarz i wydawca.
Zebrowski jako krytyk wypowiadał się zwłaszcza na temat literatury fantastycznej krajów Europy Środkowo-Wschodniej, szczególnie często recenzował twórczość Stanisława Lema. W 1996 ukazał się zbiór esejów Beneath the Red Star: Studies on International Science Fiction.
Jego partnerką życiową była pisarka Pamela Sargent.

## Książki

### Uniwersum Star Trek
- Star Trek: Seria oryginalna
  - Garth of Izar (2003, współautorka Pamela Sargent(inne języki))
  - Heart of the Sun (1997, współautorka Pamela Sargent)
  - Across the Universe (1999, współautorka Pamela Sargent)
- Star Trek: Następne pokolenie
  - A Fury Scorned (1996, współautorka Pamela Sargent)
  - Dyson Sphere (1999, współautor Charles Pellegrino(inne języki))

### Inne
- Bernal One
  - Sunspacer (1984)
  - The Stars Will Speak (1984)
- Macrolife
  - Macrolife (1979)
  - Cave of Stars (1999)
- Omega Point
  - Ashes and Stars (1977)
  - Punkt ostateczny (The Omega Point 1972, wyd. pol. E.I.A., 1991)
  - Mirror of Minds (1983)
- The Star Web
- A Silent Shout (1979)
- The Firebird (1979)
- Stranger Suns (1991)
- The Killing Star (1995, współautor Charles Pellegrino)
- Brute Orbits (1998)

### Zbiory
- The Monadic Universe (1977)
- Swift Thoughts (2002)
- Black Pockets and Other Dark Thoughts (2006)

## Publikacje w Polsce
Powieść
- Punkt ostateczny (The Omega Point, wyd. pol. E.I.A., 1991),

Opowiadania
- Słowotop Droga do science fiction 4: Od dzisiaj do wieczności, wyd. Alfa, 1988
- Och, Miranda! Nowa Fantastyka nr 7/1992 (współaut. Charles Pellegrino),
- Warianty Eichmanna Nowa Fantastyka nr 4/1993,
- Potrzask marzeń Nowa Fantastyka nr 8/1993,
- Śmierć Sztucznych Inteligencji Nowa Fantastyka nr 9/2000,